# Zygmunt Vogel
Zygmunt Vogel (n. 15 iunie 1764, Wołczyn - d. 20 aprilie 1826, Varșovia) a fost un pictor, grafician și pedagog de origine poloneză, reprezentant al clasicismului. În anul 1787, Vogel a devenit pictorul regelui Stanislaw August Poniatowski, din ințiativa căruia a explorat Polonia, schițând tablouri cu imagini ale unor construcții și monumente arhitecturale. O parte din ele, în anii 1806-1807, au fost publicate în seria de gravuri Zbiór widoków sławniejszych pamiątek narodowych. În 1818, a devenit lector la Secția de Arte Frumoase a Universității din Varșovia.